# Jaroslav Petrtýl
Jaroslav Petrtýl (* 26. února 1954 v Jablonci nad Nisou) je bývalý český fotbalový obránce. V sezoně 1977/78 získal mistrovský titul se Zbrojovkou Brno pod vedením Josefa Masopusta.

## Fotbalová kariéra
Začínal ve Mšeně nad Nisou, vojnu si odbyl v B-mužstvu Dukly Praha. Nejvyšší soutěž hrál za LIAZ Jablonec a Zbrojovku Brno. V lize odehrál 104 utkání, neskóroval.

### Evropské poháry
V Poháru mistrů evropských zemí nastoupil ve 4 utkáních v ročníku 1978/79, gól nedal. V Poháru UEFA odehrál 11 utkání, branku nevstřelil (1979/80: 7/0, 1980/81: 4/0).

### Ligová bilance
| Ročník                                   | Zápasy | Góly | Klub              |
| ---------------------------------------- | ------ | ---- | ----------------- |
| 1. československá fotbalová liga 1975/76 | 15     | 0    | TJ LIAZ Jablonec  |
| 2. československá fotbalová liga 1976/77 | –      | 1    | TJ LIAZ Jablonec  |
| Česká národní fotbalová liga 1977/78     | –      | 0    | TJ LIAZ Jablonec  |
| 1. československá fotbalová liga 1977/78 | 9      | 0    | TJ Zbrojovka Brno |
| 1. československá fotbalová liga 1978/79 | 26     | 0    | TJ Zbrojovka Brno |
| 1. československá fotbalová liga 1979/80 | 29     | 0    | TJ Zbrojovka Brno |
| 1. československá fotbalová liga 1980/81 | 23     | 0    | TJ Zbrojovka Brno |
| 1. československá fotbalová liga 1981/82 | 2      | 0    | TJ Zbrojovka Brno |
| Česká národní fotbalová liga 1981/82     | 11     | 0    | TJ LIAZ Jablonec  |
| Česká národní fotbalová liga 1982/83     | 15     | 0    | TJ LIAZ Jablonec  |
| Česká národní fotbalová liga 1983/84     | 8      | 0    | TJ LIAZ Jablonec  |
| Česká národní fotbalová liga 1984/85     | 29     | 3    | TJ LIAZ Jablonec  |
| Česká národní fotbalová liga 1985/86     | 15     | 1    | TJ LIAZ Jablonec  |
| CELKEM I. LIGA                           | 104    | 0    |                   |
| CELKEM II. LIGA                          | –      | 5    |                   |